# Матчи сборной Москвы по футболу (1921)
Сезон 1921 года стал 15-м в истории сборной Москвы по футболу.
В нем сборная провела 1 официальный матч (товарищеский междугородний со сборной Петрограда), а также 1 неофициальный.

## Классификация матчей
По установившейся в отечественной футбольной истории традиции официальными принято считать матчи первой сборной с эквивалентным по статусу соперником (сборные городов, а также регионов и республик); матчи с клубами Москвы и других городов составляют отдельную категорию матчей.
Международные матчи также разделяются на две категории: матчи с соперниками топ-уровня (в составах которых выступали футболисты, входящие в национальные сборные либо выступающие в чемпионатах (лигах) высшего соревновательного уровня своих стран — как профессионалы, так и любители) и (начиная с 1920-х годов) международные матчи с так называемыми «рабочими» командами (состоявшими, как правило, из любителей невысокого уровня).

## Статистика сезона
| 1921      |                          |     |
| МГ 18     | Москва — Петроград       | 0:3 |
| Н (1)     | Москва — КФ «Сокольники» | 5:0 |
| Итого     |                          |     |
| И В Н П М |                          |     |
| 1 0 1 0−3 |                          |     |
| 1 0 5−0   |                          |     |

## Официальные матчи

### 46. Москва — Петроград — 0:3
Междугородний товарищеский матч 18 (отчет ).

| Москва | 0:3 | Петроград                         |
| ------ | --- | --------------------------------- |
|        |     | - Н.Никонов - Карнеев - П.Федоров |

| Игрок                    | Клуб                |                                                  | Вышел на замену | Гол  |
| ------------------------ | ------------------- | ------------------------------------------------ | --------------- | ---- |
| Соколов, Николай         | СК «Замоскворечье»  | Серебряный гол · Серебряный гол · Серебряный гол | 5               | (-7) |
|                          |                     |                                                  |                 |      |
| Дмитриев "Морро", Сергей | ОЛЛС                |                                                  | 4               |      |
| Сысоев, Сергей           | «Замоскворецкий» КС |                                                  | 7               |      |
|                          |                     |                                                  |                 |      |
| Малахов, Казимир         | КФ «Сокольники»     |                                                  | 1               |      |
| Филиппов, Александр      | КФ «Сокольники»     |                                                  | 9               | 4    |
| Овечкин, Иван            | КФ «Сокольники»     |                                                  | 1               |      |
|                          |                     |                                                  |                 |      |
| Прокофьев, Виктор        | СК «Замоскворечье»  |                                                  | 1               |      |
| Блинков, Константин      | «Замоскворецкий» КС |                                                  | 6               | 1    |
| Исаков, Петр             | «Замоскворецкий» КС |                                                  | 2               | 1    |
| Канунников, Павел        | КФ «Сокольники»     |                                                  | 6               | 6    |
| Федоров, В.              | СК «Замоскворечье»  |                                                  | 1               |      |

| Петроград   |     |
| ----------- | --- |
| Полежаев    |     |
|             |     |
| Г.Гостев    |     |
| М.Бутусов   |     |
|             |     |
| П.Филиппов  |     |
| Батырев     |     |
| С.Филиппов  |     |
|             |     |
| Варфоломеев |     |
| Н.Никонов   | Гол |
| Карнеев     | Гол |
| П.Федоров   | Гол |
| Н.Гостев    |     |

## Неофициальные матчи
1. Традиционный матч «чемпион - сборная турнира» Чемпионата Москвы 1921 (осень) .
| Москва               | 5:0 | КФ «Сокольники» |
| -------------------- | --- | --------------- |
| - К.Блинков - Исаков |     |                 |